# إيغور دي سوزا
إيغور دي سوزا (بالبرتغالية: Igor de Souza Fonseca‏) هو لاعب كرة قدم برازيلي في مركز الهجوم، ولد في 19 فبراير 1980 في ماسايو في البرازيل. لعب مع إستريلا دا أمادورا وسبورتينغ براغا وفيتوريا سيتوبال ونادي بونتيفيدرا ونادي تينيريفي ونادي جيرونا ونادي سالامانكا ونادي ليفانتي.

## وصلات خارجية
- إيغور دي سوزا على موقع Soccerway.com (الإنجليزية)